# Монте Гилберто
Монте Гилберто (итал. Monte Giberto) насеље је у Италији у округу Фермо, региону Марке.
Према процени из 2011. у насељу је живело 273 становника. Насеље се налази на надморској висини од 300 м.

## Становништво
| 1931. | 1936. | 1951. | 1961. | 1971. | 1981. | 1991. | 2001. | 2011. |
| ----- | ----- | ----- | ----- | ----- | ----- | ----- | ----- | ----- |
| 1.846 | 1.917 | 1.825 | 1.539 | 1.068 | 858   | 813   | 863   | 815   |